# Helperknapp (gemeente)
Helperknapp is een gemeente in het Luxemburgse kanton Mersch. 

## Geschiedenis
De gemeente is op 1 januari 2018 gevormd door de fusie van de gemeenten Boevange-sur-Attert en Tuntange en is vernoemd naar de heuvel de Helperknapp.

## Plaatsen in de gemeente
- Ansembourg
- Bill
- Boevange-sur-Attert
- Bour
- Brouch
- Buschdorf
- Finsterthal
- Grevenknapp
- Hollenfels
- Marienthal
- Openhalt
- Tuntange